# 費拉爾冰川

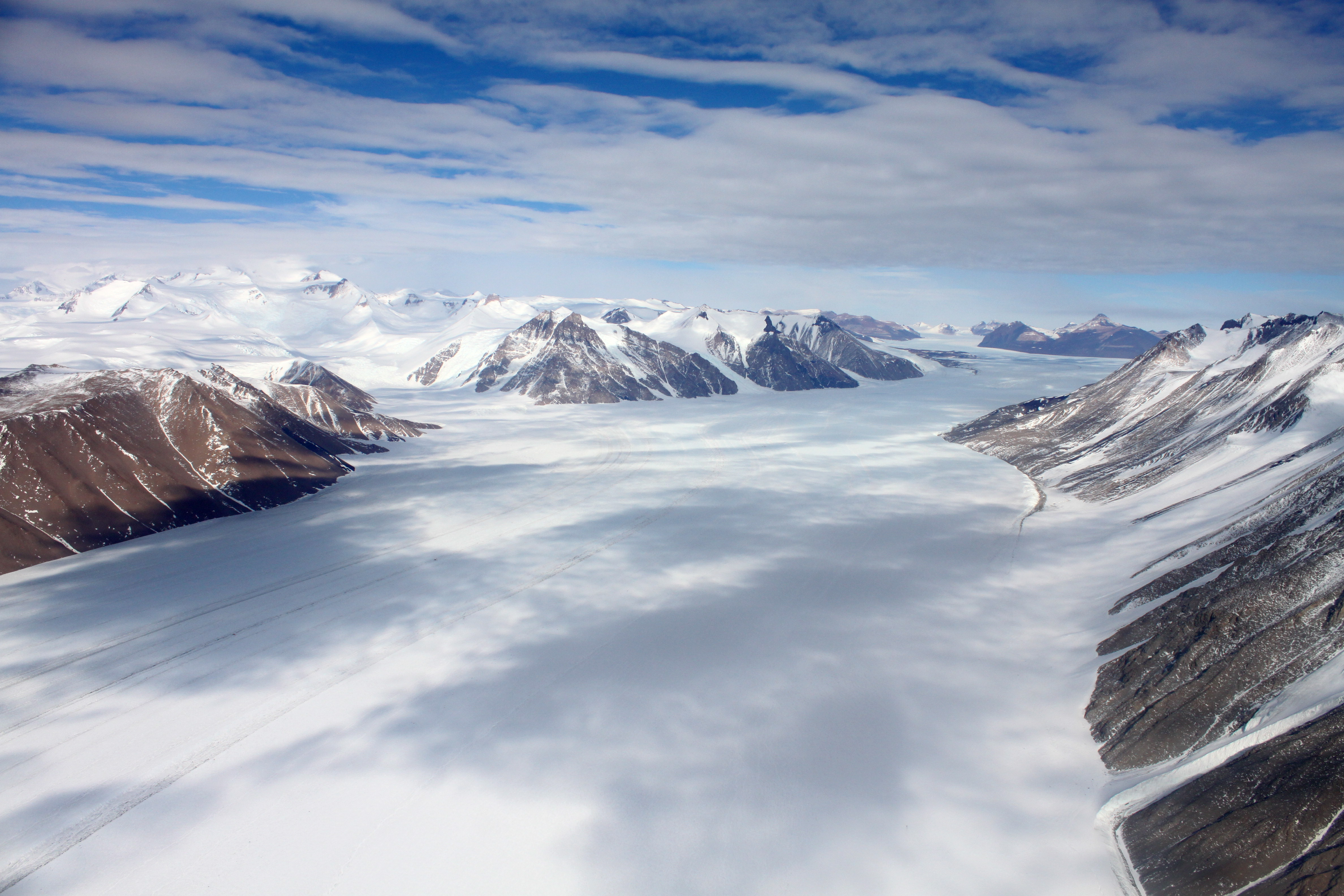

費拉爾冰川（英語：Ferrar Glacier）是南極洲的冰川，全長約56公里，發源自皇家學會嶺以西的維多利亞地高原，最終注入麥克默多灣的新港，由羅伯特·斯科特率領的探險隊發現。
77°49′S 162°42′E / 77.817°S 162.700°E